# Anstellwinkelschwingung

Schwingung (Nicken) um die Querachse.

Die Anstellwinkelschwingung, auch alpha-Schwingung (engl. short period), bezeichnet in der Flugmechanik eine Schwingung um die Querachse.

## Aussehen
Die Anstellwinkelschwingung ist eine oszillatorische Bewegung um die Querachse, wobei sich der Anstellwinkel ändert, Fluggeschwindigkeit und Bahnwinkel aber annähernd konstant bleiben. Je nach Flugzeugtyp und Fluggeschwindigkeit tritt diese Schwingung mit Frequenzen von einigen Hertz auf. Bei Konfigurationen mit separatem Leitwerk ist sie sehr stark gedämpft und klingt ab, bevor es zu einer oszillatorischen Bewegung kommt, sie kann aber bei Nurflügel-Flugzeugen aufgrund der geringeren Dämpfung als Schwingung in Erscheinung treten.

## Berechnung
Für die Berechnung der Anstellwinkelschwingung werden die Bewegungsgleichungen aufgestellt und deren Koeffizienten in eine Matrix geschrieben. Die Eigenwerte der Matrix sind zwei konjugiert komplexe Wertepaare; sie entsprechen den Frequenzen der Eigenformen der Anstellwinkelschwingung und der Phygoide. Die Eigenvektoren beschreiben das Aussehen der Eigenform.

## Auftreten
Die Anstellwinkelschwingung tritt als Antwort des Flugzeugs auf Höhenrudereingaben in Erscheinung und kann in ungünstigen Umständen zu Flattern führen. Bei einem hochgestreckten Nurflügel mit gepfeiltem Flügel kann sie mit der Biegeschwingung des Flügels koppeln, und beide Schwingungen fachen sich gegenseitig an, wenn sich ihre Eigenfrequenzen annähern.
Bei Flugzeugen mit sehr sensiblem Höhensteuer kann der Pilot diese Schwingung unbewusst anfachen, wenn er übersteuert und versucht, diese Steuereingabe zu kompensieren. Wenn seine Reaktionsverzögerung nahe der halben Periode der Anstellwinkelschwingung liegt, wird sein Steuersignal immer erst dann erfolgen, wenn das Flugzeug selbst bereits zum getrimmten Anstellwinkel zurückkehrt, und die Schwingung verstärken. Dies ist eine vom Piloten induzierte Schwingung (Pilot Induced Oscillation).

## Anmerkung
1. ↑  Der Bahnwinkel errechnet sich aus Nicklagewinkel (Winkel des Flugzeugs zum Horizont) minus Anstellwinkel.